# عبارت تحقیرآمیز
عبارت تحقیرآمیز یک واژه یا حالت دستور زبانی است که یک معنای ضمنی منفی، یا نظری پایین یا بی‌احترام نسبت به شخصی یا چیزی داشته باشد که معمولاً برای بیان نقد، خصومت یا بی‌احترامی استفاده می‌شود.